# Eddie Jackson
James Edward „Eddie“ Jackson (* 1926 in Cookesville, Tennessee; † 14. Januar 2002 in Warren, Michigan) war ein US-amerikanischer Country- und Rockabilly-Sänger. Die Karriere Jacksons, der fast sein ganzes Leben lang Western Swing spielte, dauerte fast 50 Jahre an.

## Leben

### Kindheit und Jugend
Geboren in Cookesville, zog die Familie Jacksons bald nach Detroit, Michigan. Als Jugendlicher lernte er Gitarre zu spielen und trat in Bars und Lokalen auf. Während des Zweiten Weltkrieges diente er in der US Navy. Nachdem er entlassen worden war, versuchte er sich als Sänger in Bands wie Evelyn Hare’s Swingtime Cowgirls und Paul Perry’s Ramblers.

### Karriere
Mit seiner Band, den Swingsters, trat er auf öffentlichen in Bars auf und etablierte sich schnell als feste Größe in der lokalen Musikszene. Während der 1950er Jahre war Jackson Mitglied des Michigan Barn Dance, einer Radiosendung auf dem Radiosender WKNX in Saginaw, Michigan. 1949 spielte er bei Fortune Records seine erste Platte ein. Erst sechs Jahre später sollte seine zweite, Rock and Roll Baby, folgen. Diese war jedoch im Rockabilly-Stil gehalten, genauso wie seine dritte Platte Baby Doll bei den Shelby Records. Jackson war rund um Detroit einer der populärsten Country-Musiker in der noch jungen ländlichen Musikszene. Bis in die 1970er Jahre trat er in Clubs wie der Deauville Bar und dem Caravan Gardens auf, wo er die Bühne auch mit Stars wie Lefty Frizzell, Webb Pierce und Red Foley teilte. Während der 1960er Jahre versuchte er noch einmal bei den Caravan Records einen Hit zu landen, jedoch vergeblich. Mit seiner Band, The Swingsters, trat er bis zu seinem Tod auf. In den 1990er Jahren wurde eine CD mit seinen Titeln veröffentlicht.
Eddie Jackson verstarb an Atemstillstand.

## Diskografie
| Jahr | Titel                                    | Plattenfirma |
| ---- | ---------------------------------------- | ------------ |
| 1949 | New Set of Blues / I’m Willing To Forget | Fortune 134  |
| 1956 | Rock and Roll Baby / You Are The One     | Fortune 186  |
| 1957 | Baby Doll / Please Don’t Cry             | Shelby       |
| 1963 | Blues I Can’t Hide / I’m Learning        | Caravan      |